# Liste des résolutions du Conseil de sécurité des Nations unies sur la Corée du Nord
Cet article dresse une liste des résolutions du Conseil de sécurité des Nations unies concernant la Corée du Nord.

## Corée du Nord (république démocratique de Corée)
En coréen Puk Chosŏn, 북조선 (hangul), 北朝鮮 (hanja) — en forme longue la république populaire démocratique de Corée (RPDC) (en coréen Chosŏn Minjujuŭi Inmin Konghwaguk, 조선민주주의인민공화국 (hangul), 朝鮮民主主義人民共和國 (hanja))
- Résolution 702 : nouveaux membres : république populaire démocratique de Corée / république de Corée (adoptée le 8 août 1991).
- Résolution 825 : république populaire démocratique de Corée (adoptée le 11 mai 1993).
- Résolution 1718 : condamnant la Corée du Nord à la suite de son essai nucléaire en octobre[1].
- Résolution 1874 : non-prolifération : république populaire démocratique de Corée.
- Résolution 1985 : mon-prolifération : république populaire démocratique de Corée (adoptée le 10 juin 2011).
- Résolution 2050 : non-prolifération / république populaire démocratique de Corée (adoptée le 12 juin 2012).
- Résolution 2087 : non-prolifération. république populaire démocratique de Corée (adoptée le 22 janvier 2013 lors de la 6904e séance).
- Résolution 2094 : non-prolifération / république populaire démocratique de Corée (adoptée le 7 mars 2013 lors de la 6932e séance).
- Résolution 2141 : non-prolifération / république populaire démocratique de Corée (adoptée le 5 mars 2014).
- Résolution 2207 : non-prolifération/république populaire démocratique de Corée (adoptée le 4 mars 2015).
- Résolution 2270 : non-prolifération : république populaire démocratique de Corée (adoptée le 2 mars 2016).
- Résolution 2276 : non-prolifération : république populaire démocratique de Corée (adoptée le 24 mars 2016).
- Résolution 2321 : non-prolifération : république populaire démocratique de Corée (adoptée le 30 novembre 2016).
- Résolution 2345 : non-prolifération : république populaire démocratique de Corée (adoptée le 23 mars 2017)
- Résolution 2356 : non-prolifération : république populaire démocratique de Corée (adoptée le 2 juin 2017)
- Résolution 2371 : non-prolifération : république populaire démocratique de Corée (adoptée le 5 août 2017)
- Résolution 2375 : non-prolifération : république populaire démocratique de Corée (adoptée le 11 septembre 2017)
- Résolution 2377 : non-prolifération : république populaire démocratique de Corée (adoptée le 22 décembre 2017)
- Résolution 2407 : non-prolifération : république populaire démocratique de Corée (adoptée le 21 mars 2018)
- Résolution 2464 : non-prolifération : république populaire démocratique de Corée (adoptée le 10 avril 2019)
- Résolution 2515 : non-prolifération en Corée du Nord (adoptée le 30 mars 2020)
- Résolution 2569 : non-prolifération/république populaire démocratique de Corée. Lettre du président du Conseil sur le résultat du vote (S/2021/296) et les détails du vote (S/2021/303) (adoptée le 26 mars 2021)
- Résolution 2627 : non-prolifération/république populaire démocratique de Corée (adoptée le 25 mars 2022)